# Ганкок (Айова)
Ганкок (англ. Hancock) — місто (англ. city) в США, в окрузі Поттаваттамі штату Айова. Населення — 200 осіб (2020).

## Географія
Ганкок розташований за координатами 41°23′42″ пн. ш. 95°21′34″ зх. д. / 41.39500° пн. ш. 95.35944° зх. д. (41.394922, -95.359355).  За даними Бюро перепису населення США в 2010 році місто мало площу 1,99 км², з яких 1,93 км² — суходіл та 0,06 км² — водойми.

## Демографія
Згідно з переписом 2010 року, у місті мешкало 196 осіб у 88 домогосподарствах у складі 62 родин. Густота населення становила 98 осіб/км².  Було 95 помешкань (48/км²).
Расовий склад населення:
| - 95,9 % — білих - 0,5 % — корінних американців - 2,0 % — осіб інших рас |

До двох чи більше рас належало 1,5 %. Частка іспаномовних становила 2,6 % від усіх жителів.
За віковим діапазоном населення розподілялося таким чином: 18,4 % — особи молодші 18 років, 59,7 % — особи у віці 18—64 років, 21,9 % — особи у віці 65 років та старші. Медіана віку мешканця становила 48,0 року. На 100 осіб жіночої статі у місті припадало 100,0 чоловіків;  на 100 жінок у віці від 18 років та старших — 97,5 чоловіків також старших 18 років.
Середній дохід на одне домашнє господарство  становив 52 428 доларів США (медіана — 47 917), а середній дохід на одну сім'ю — 60 351 долар (медіана — 48 125). За межею бідності перебувало 3,6 % осіб, у тому числі 0,0 % дітей у віці до 18 років та 0,0 % осіб у віці 65 років та старших.
Цивільне працевлаштоване населення становило 69 осіб. Основні галузі зайнятості: публічна адміністрація — 17,4 %, освіта, охорона здоров'я та соціальна допомога — 17,4 %, роздрібна торгівля — 15,9 %, виробництво — 15,9 %.